# Кажан (БПЛА)
«Кажан» (Е420/Е620) — дрон-бомбардувальник українського виробництва.

## Опис
«Кажан» — це гексакоптер, тобто безпілотник на шести гвинтах. Він належить до класу «бомберів», який може багато разів скидати боєприпаси чи міни на цілі. Швидкість становить у середньому 40 км/год, висота польоту — близько 400 м, корисна вага, яку може взяти на борт, — 12—13 кг, і до 20 кг на короткі дистанції. Перевагою Кажанів є універсальність їх кріплень-«скидів»: вони швидко перероблюються під будь-який засіб ураження, що є в наявності в підрозділах чи з яким звикли працювати військові.
Для Кажанів використовують комплектуючі від різних виробників — раму, камеру, мотори. А головна задача його розробників — компонування деталей та вдосконалення дрона під бойові потреби.
Дрон обладнаний тепловізійною камерою, тому його застосовують вночі. Кажани скеровують проти ворожої техніки, такої як танки, БМП, ствольна артилерія, машини особового складу, які не рухаються в момент «бомбардування» з безпілотника. Також цей дрон робить встановлення й нарощення мінних полів. Якщо виникає оперативна потреба, Кажанами відбивають ворожі штурми.

## Застосування

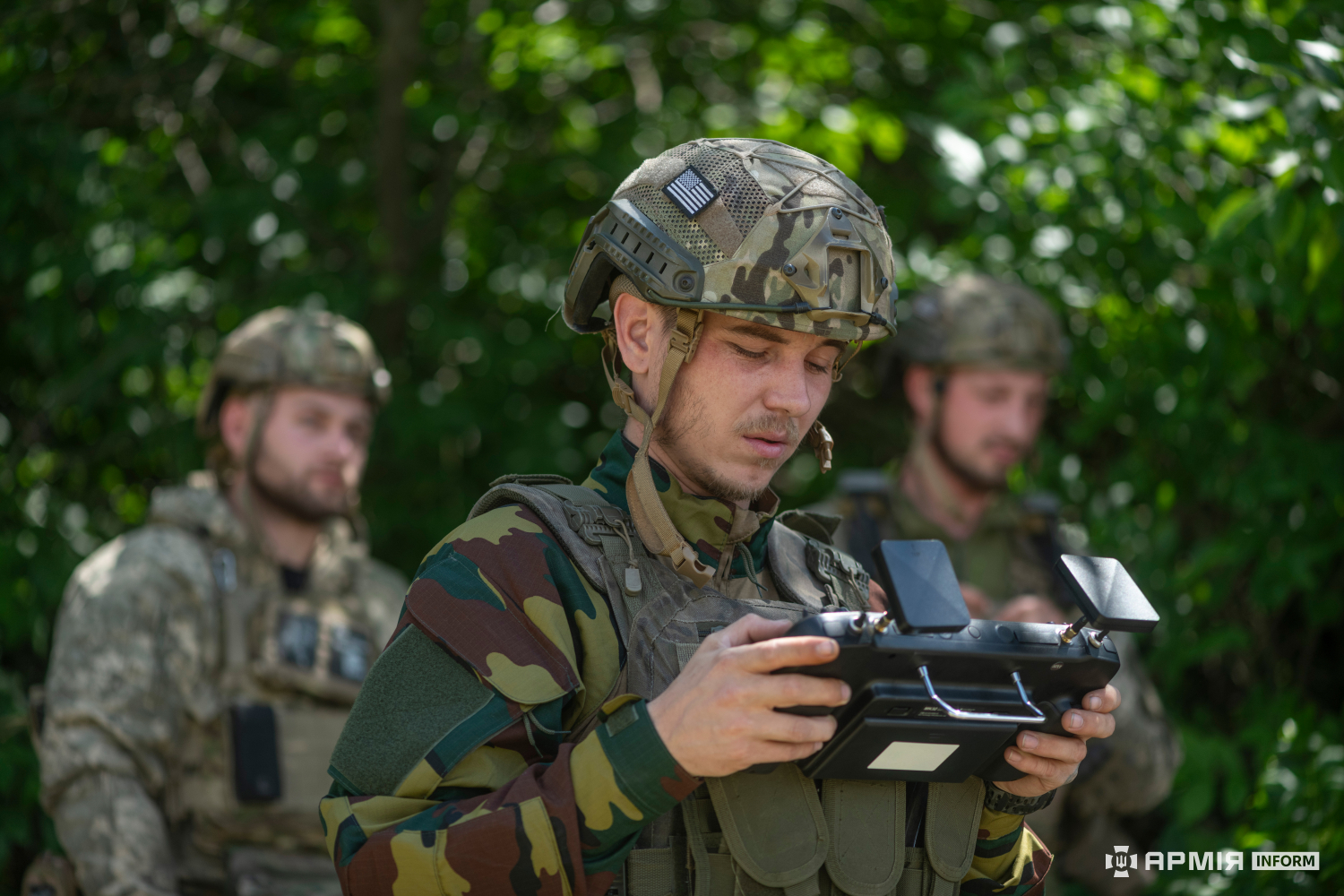
Оператор дрона у 25 ОПДБр

Масове використання БПЛА почалося влітку 2022 року.[джерело?]
На початку лютого 2024 року фонд "Повернись Живим" разом з мережею заправок "ОККО", організували великий збір для потреб ДШВ. У складі цього збору фонд замовляє 8 БпЛА "Кажан" з боєкомплектом.